# Irix-Objektive

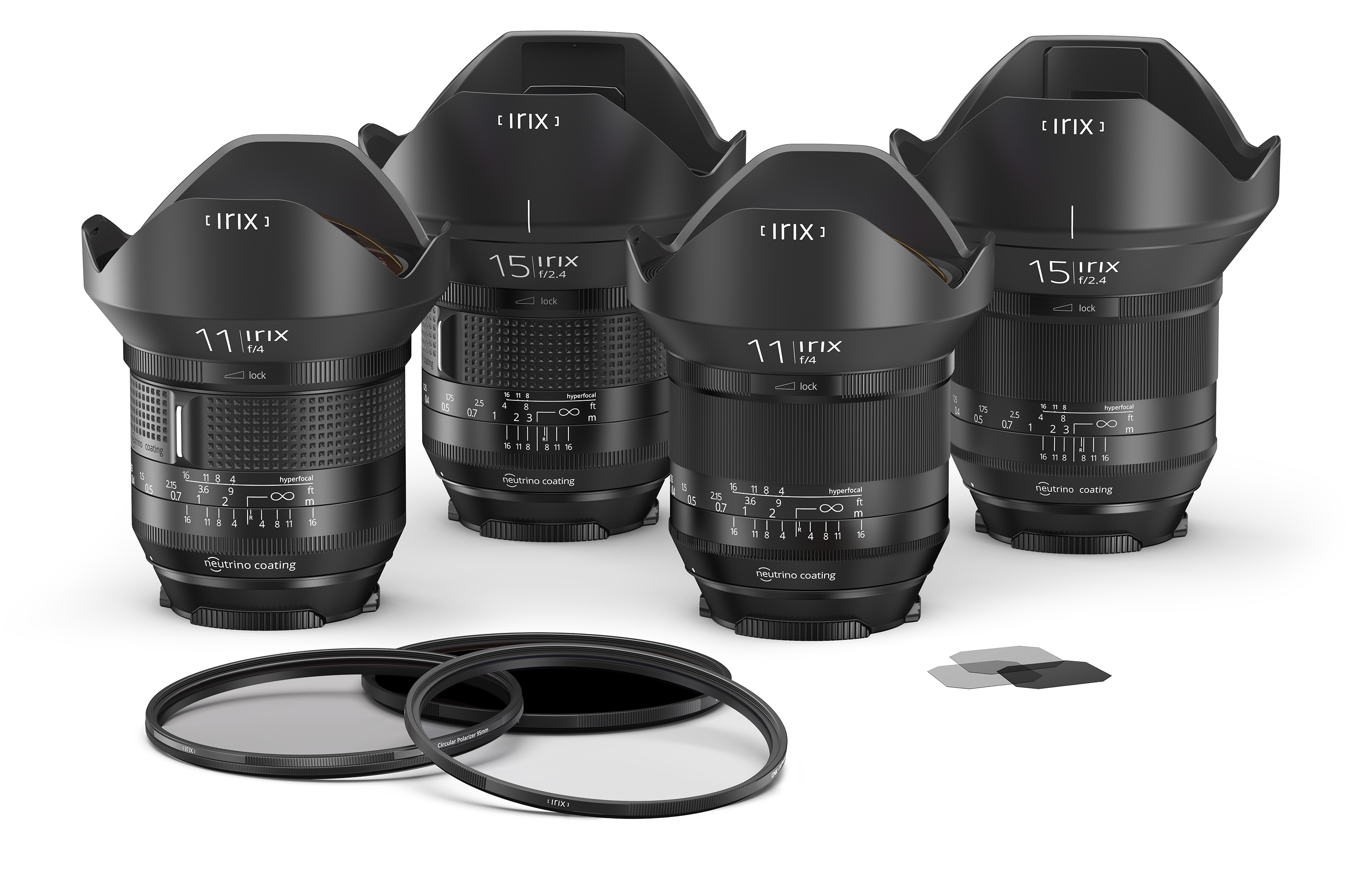
Objektive und Filter der Firma Irix

Irix-Objektive sind Objektive für hochauflösende DSLRs und spiegellose Systemkameras, entwickelt von der 2015 in Baar gegründeten Schweizer Firma TH Swiss AG und produziert in Südkorea.
Aktuell (2023) werden folgende Brennweiten als Foto-Objektive vertrieben:
- 11 mm f/4.0 Firefly und Blackstone
- 15 mm f/2.4 Firefly und Blackstone
- 21 mm f/1.4 Dragonfly
- 30 mm f/1.4 Dragonfly
- 45 mm f/1.4 Dragonfly
- 150 mm f/2.8 Macro Dragonfly, Abbildungsmaßstab 1:1 (Macro), ausgezeichnet mit dem RedDot-Award[5]

Die Objektive sind für Canon, Nikon F und Pentax K Bajonett-Anschlüsse mit vollständiger elektronischer Anbindung verfügbar. Die Weitwinkelobjektive bieten sensorseitig einen Einschub für Folienfilter.
Das Gehäuse ist bei der Variante Firefly aus Kunststoff mit aufgedruckten und in der Blackstone Ausführung aus Aluminium mit gravierten Markierungen. Daraus ergeben sich kleine Unterschiede im Gewicht. Für die beiden Ausführungen wird die gleiche Glasqualität eingesetzt. Die neueren Objektive mit 45 und 150 mm Brennweite werden nur in der Variante Dragonfly mit Kunststoffgehäuse und gravierten Markierungen angeboten.

Neben den Blenden-Beschriftungen für die Einstellung der hyperfokalen Distanz bieten die Objektive auch eine „Klick-Position“ in der Unendlich-Stellung des Fokusrings. 

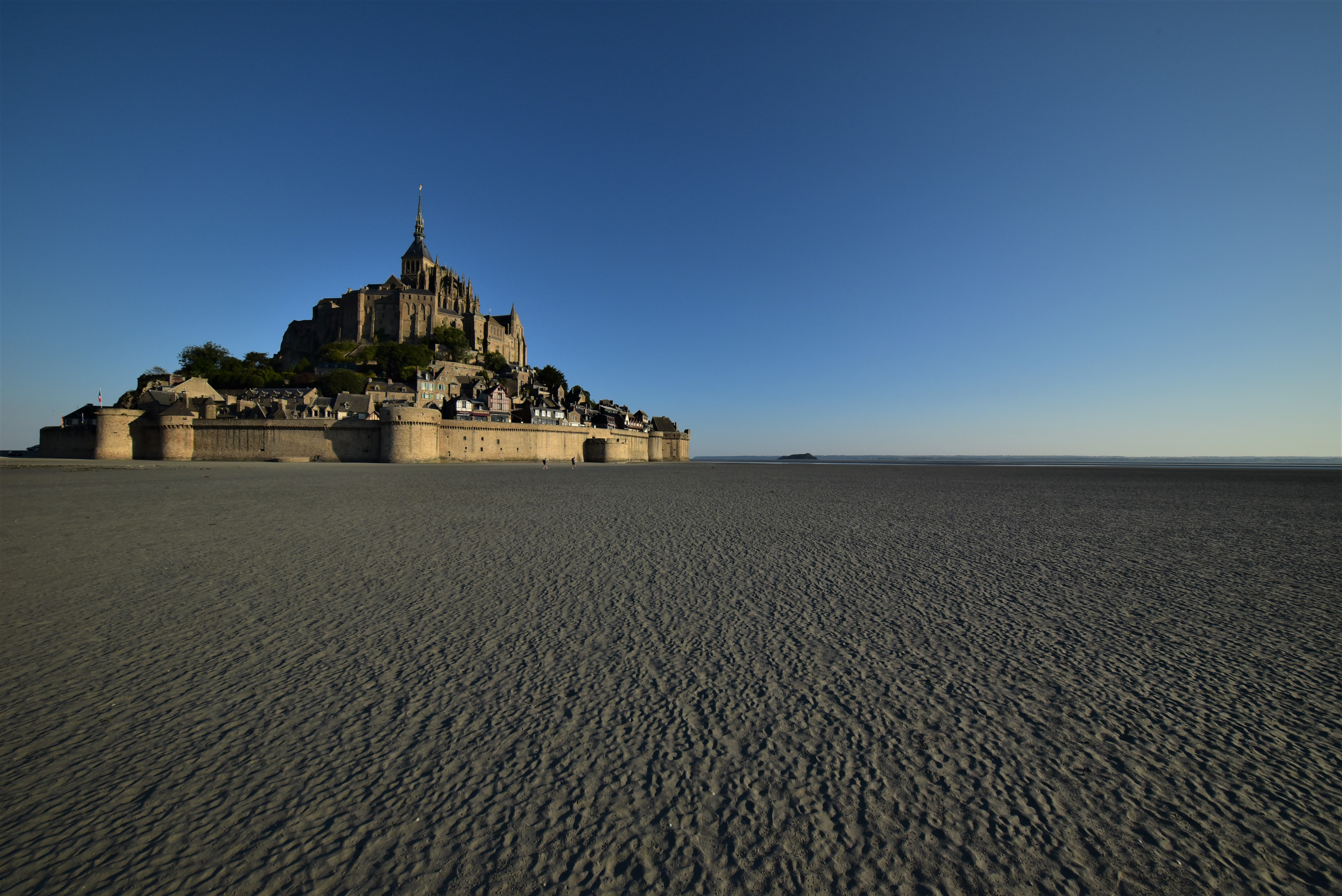
Mt St Michel bei Ebbe aufgenommen mit einem Irix 11 f4

Kritisiert werden bei den beiden Weitwinkel-Objektiven die Abbildungsleistung in den Randbereichen. Dabei zeigen die Ecken unscharf wirkende Details und verschobene Farbsäume. Hervorgehoben wird aber die generell gute Abbildungsleistung der Objektive.